# 500cc Motomanager
500cc Motomanager (scritto anche cc. o c.c) è un videogioco manageriale di motociclismo, con alcune sequenze di guida, pubblicato nel 1991 per Amiga e Commodore 64 dalla Simulmondo. È simile al precedente F.1 Manager, dedicato invece all'automobilismo.
Era prevista anche una versione per PC, ma non se ne hanno notizie.

## Modalità di gioco
Il gioco riproduce il Motomondiale di Classe 500, con 16 circuiti, moto e piloti reali dei tempi della pubblicazione.
Uno oppure due giocatori gestiscono un pilota e una moto ciascuno, affrontando un solo Gran Premio oppure tutto il mondiale.
L'interfaccia è basata su icone.
A inizio partita si ha una certa quantità di denaro e bisogna ingaggiare un pilota tra vari disponibili, con diverse caratteristiche tecniche (su Commodore 64 sono forza, abilità, reazione, coraggio) e diversi costi. Quindi si seleziona la moto tra vari modelli disponibili, anch'essi caratterizzati da diversi parametri e costi.
Prima di ogni gara si possono regolare le impostazioni meccaniche della moto (gomme, scala dei rapporti, sospensioni, olio nella miscela). Su Amiga è possibile esaminare la pista in 3D con visuale dall'elicottero. Si possono collaudare le impostazioni nelle prove libere e infine passare alle qualificazioni. Questa è l'unica parte dove il giocatore è alla guida diretta della moto. La visuale della pista è tridimensionale, in prima persona su Amiga e in terza persona su Commodore 64, e si tratta di un simulatore di guida con il controllo manuale delle marce. Nella modalità a due giocatori si gareggia uno alla volta.
La gara vera e propria invece viene corsa in automatico e mostrata attraverso animazioni in terza persona. Durante lo svolgimento, in tempo reale, il giocatore tramite delle icone può controllare lo stato della moto e l'affaticamento del pilota e dargli direttive generali su velocità e aggressività da tenere. Bisogna trovare un equilibrio tra guadagnare posizioni e il rischio di incidenti o guasti meccanici. Su Commodore 64 la modalità a due giocatori in gara è in simultanea.